# Robert I de Capua
Robert I (d. 1120), membru al familiei normande Drengot, a fost conte de Aversa și principe de Capua începând din 1106.
Robert a fost cel de al doilea fiu al principelui Iordan I de Capua cu Gaitelgrima de Salerno, fiica principelui Guaimar al IV-lea de Salerno. El a devenit principe de Capua la moartea fratelui său Richard al II-lea, rămas fără moștenitori.
Robert a încercat să fie protector al papalității, rol pe care îl îndepliniseră bunicul și tatăl său. Astfel, în 1111, el a trimis 300 de cavaleri pentru a-l salva pe papa Pascal al II-lea și pe cei 16 cardinali, care se aflau prizonieri ai împăratului Henric al V-lea. Cu toate acestea, trupele sale au fost întoarse din drum de către contele de Tusculum, Ptolemeu I, și nu au reușit să își ducă misiunea la îndeplinire.
În 1114, alături de Iordan de Ariano, a asediat posesiunea papală Benevento, însă arhiepiscopul de Benevento Landulf al II-lea i-a convins să încheie pacea.
În 1117, papa Pascal și-a găsit refugiu la curtea sa, el fiind și gazda succesorului acestuia, Papa Gelasius al II-lea în 1118, pe care l-a escortat înapoi la Roma.
Cu toate că nu a recunoscut suzeranitatea ducilor de Apulia din dinastia Hauteville, pe care fratele său fusese forțat să o accepte, Robert a rămas ca o putere de rangul doi în sudul Italiei. El a murit în 1120, lăsând ca succesorul pe fiul său minor, Richard al III-lea. Fiica sa Cristiana a devenit soția regelui Ștefan al II-lea al Ungariei în același an.